# アタウロ島

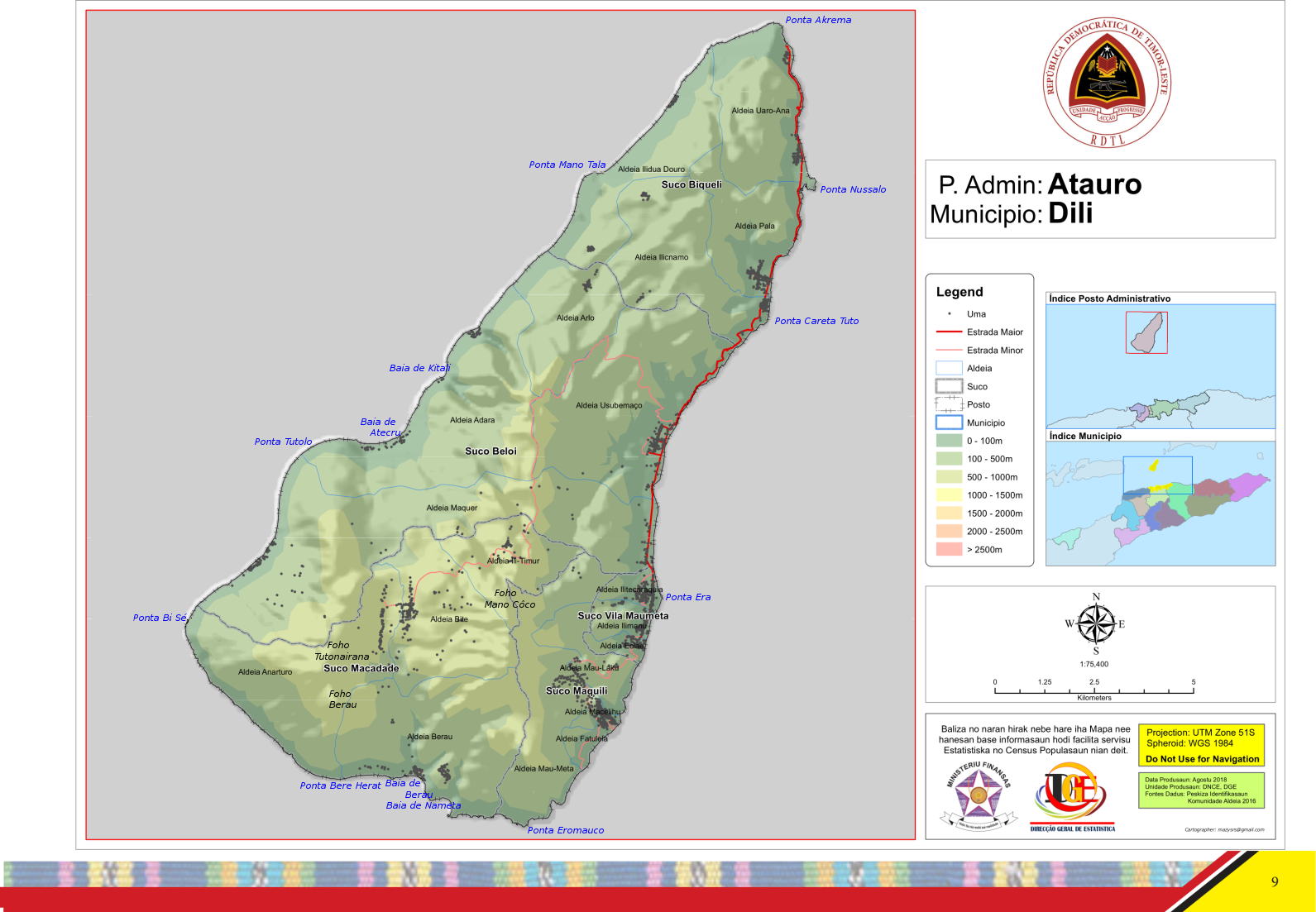
アタウロ島の地図

アタウロ島（アタウロとう、Atauro）は、東ティモール領、首都ディリの沖合い25Kmにある105km2の島でアタウロ県に属する。全長25kmと幅9km、人口は9,274人（2015年国勢調査）。バンダ海に浮かぶインドネシア領のアロール島、ウェタル島に挟まれるようにある島で、山羊の島の意。インドネシア語でカンビング島（山羊島、Pulau Kambing）として知られる。山羊が多く飼われていたので山羊が島名になったといわれる。

## 概要
島は5つの地区に分けられている。南西のマキリ、ビラ、南東のビケリ、北のビロイ、マカダデ。最も大きい町はヴィラ。他にパーラ、ウアロアナ、アーロ、アダラ、ビラウなどの町がある。首都ディリとの間にフェリー「ナクロマ（光）号」が就航している。所要2時間。以前には中古のフェリーが就航していたが、ドイツの援助によりインドネシアで製造され、2007年に就航した。週1便のみなので、ほかに漁師の船をチャーターする方法がある。滑走路があるが、定期便はない、もしくはチャーター運航もない模様。
最高峰は、マヌココ山で標高995m。ティモール島との間の海峡は最も深いところで海抜3500mと深く、逆にウェタル島側の海ははるかに浅い。未開発の自然が残り、珊瑚礁が発達していて、ダイバーに人気がある。付近の海では、小型のクジラやイルカを見ることができる。
島の北部の住民の多くが東ティモールでは珍しくプロテスタントである。それは、20世紀前半にオランダのカルビン主義者によって伝道されたためである。また、南部の住民の中にも少数だが、プロテスタントがいる。島民の言語は、ウェタル語の3つの方言が話されている。ウェタル語は、インドネシア領のウェタル島とリラン島でも話されている。

## 歴史
島は、16世紀にポルトガルの植民地となり、刑務所が造られた。太平洋戦争の時、ティモールは日本に占領された。戦後、日本軍に協力した疑いをかけられたティモール人は、政庁のポルトガル人によって恣意的に裁かれ、アタウロ島にある監獄に収容され、栄養失調と虐待により多く人が命を落とした。
1975年8月、UDT（チモール民主連盟）がクーデターを起こし、フレティリンと銃撃戦となり、総督をはじめティモール政庁はアタウロ島へ疎開し、同年11月にUDTなど4党がディリで「東チモール暫定政府」を樹立すると政庁はポルトガル本土へ引き揚げた。インドネシア占領期には、独立支持派の流刑地となった。2002年5月20日に独立した東ティモールの一部となった。
これまでディリ県の一部であったが、2022年1月1日に分離しアタウロ県となった。